# Radiostanice

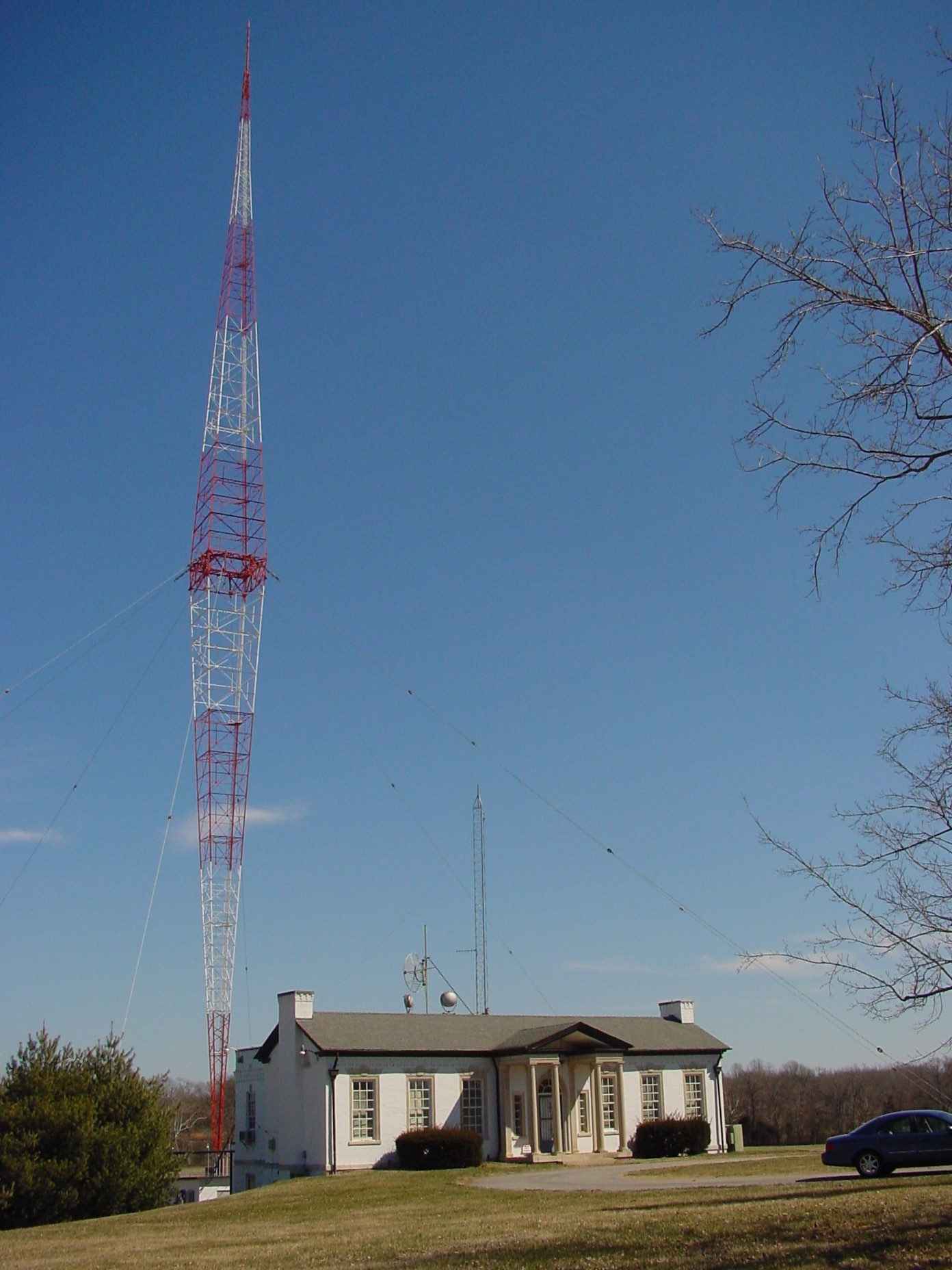
Možná forma radiostanice

Radiostanice je technické zařízení pro bezdrátový přenos mluveného slova nebo jiných informací přeměněných na elektrický signál, který se přenáší pomocí vysoké frekvence rádiových vln. Radiostanice sdružuje vysílač a přijímač v jedné konstrukci. V minulých dobách se jednalo často o celé budovy, později radiové vozy a dnes již vysílač a přijímač jsou umístěny společně v jednom krytu od stolních provedení až po miniaturní ruční přístroje.
Lidé často pro radiostanice používají nepřesně název vysílačka.

## Rozdělení podle použití
- Vojenské radiostanice
- Radioamatérské stanice (HAM Radio)
- Civilní radiostanice (CB, PMR)
- Profesionální radiostanice a mobilní telefony

Provoz radiostanic a přidělování kmitočtů má na starosti v České republice Český telekomunikační úřad (ČTÚ).